# Dysphania lutescens
Dysphania lutescens là một loài bướm đêm trong họ Geometridae.